# Thornton Freeland
Pour les articles homonymes, voir Freeland (homonymie).
Thornton Freeland est un réalisateur et scénariste américain, né à Hope (Dakota du Nord, États-Unis) le 10 février 1898, mort à Fort Lauderdale (Floride, États-Unis) le 22 mai 1987.

## Biographie
Thornton Freeland débute comme assistant-réalisateur en 1924, puis réalise son premier film en 1929, avant vingt-cinq autres (dont deux également comme scénariste) jusqu'en 1949, année où il se retire définitivement. Durant sa carrière, on lui doit autant de films américains que de films britanniques, car il est installé au Royaume-Uni dans les années 1930 et 1940. Parmi eux, huit sont des films musicaux, dont Carioca (1933), sans doute le plus connu des films de Freeland, dans lequel le duo Ginger Rogers - Fred Astaire apparaît pour la première fois.
Thornton Freeland était l'époux de l'actrice et chanteuse américaine June Clyde (1909-1987), laquelle participe à un film de son mari en 1931, The Secret Witness (en).

## Filmographie complète
Comme réalisateur, sauf mention contraire ou complémentaire
- 1924 : On the Stroke of Three (en) de F. Harmon Weight (assistant-réalisateur)
- 1925 : Drusilla with a Million (en) de F. Harmon Weight (assistant-réalisateur)
- 1926 : L'Oiseau de nuit (The Bat) de Roland West (assistant de production)
- 1929 : Les Trois Revenants (Three Live Ghosts) de George Fitzmaurice
- 1930 : Whoopee ! (**)
- 1930 : Le point faible (Be Yourself !) (+ scénariste) (**)
- 1931 : The Secret Witness (en)
- 1931 : Amour et six cylindres (en) (Six Cylinder Love)
- 1932 : C'est mon papa (en) (The Unexpected Father)
- 1932 : Love Affair
- 1932 : Week-End Marriage
- 1932 : They Call It Sin
- 1933 : Carioca (Flying Down to Rio) (**)
- 1934 : Cocktail d'amour (en) (George White's Scandals), coréalisé par Harry Lachman et George White (**)
- 1935 : Brewster's Millions (en) (*) (**)
- 1936 : Le Danger d'aimer (en) (Accused) (*)
- 1936 : The Amateur Gentleman (en) (*)
- 1936 : Skylarks (en) (*)
- 1937 : Jericho (*) (**)
- 1937 : Paradise for Two(*) (**)
- 1938 : Hold my Hand (en) (*)
- 1939 : The Gang's All Here (en) (*)
- 1939 : Mademoiselle Crésus (Over the Moon) (*)
- 1939 : So this is London (en)(*)
- 1941 : Too Many Blondes (en) (**)
- 1941 : Marry the Boss's Daughter
- 1947 : Meet Me at Dawn (en), coréalisé par Peter Creswell (*)
- 1948 : Brass Monkey (en)(+ scénariste) (*)
- 1949 : Dear Mr. Prohack (en) (*)

(*) : film britannique ; (**) : film musical